# Bogusław Kott
Bogusław Jerzy Kott (ur. 16 września 1947 w Wielbarku) – polski ekonomista.

## Życiorys
Ukończył studia na Wydziale Handlu Zagranicznego Szkoły Głównej Planowania i Statystyki (obecna Szkoła Główna Handlowa w Warszawie). Przez wiele lat pracował w Ministerstwie Finansów, m.in. jako dyrektor departamentu.
Pod koniec lat 80. uczestniczył wraz z Mieczysławem Rakowskim i Aleksandrem Kwaśniewskim w zakładaniu Fundacji Rozwoju Żeglarstwa. 
W czerwcu 1989, kilka dni po wygranych przez opozycję wyborach do Sejmu i Senatu, zainicjował założenie pierwszego w Polsce banku komercyjnego: Banku Inicjatyw Gospodarczych (BIG). W jego powstaniu uczestniczyli przedstawiciele elity gospodarczej PRL, m.in. Andrzej Olechowski i Dariusz Przywieczerski oraz przedsiębiorstwa państwowe: Universal SA, PZU, Warta, Polska Poczta, Telegraf i Telefon, Fundacja Rozwoju Żeglarstwa, a także Fundusz Obsługi Zadłużenia Zagranicznego oraz Transakcja spółka z o.o. (w której udziały miał Komitet Centralny PZPR), związana z Leszkiem Millerem i Jerzym Szmajdzińskim. Bogusław Kott został pierwszym prezesem banku.
Jako prezes BIG doprowadził do jego połączenia z Bankiem Gdańskim w 1997 tworząc BIG Bank Gdański. W następnych latach podejmował próby wzmocnienia roli banku na polskim rynku, m.in. przez utworzenie konsorcjum z holenderską spółką Eureko, które miało służyć zdobyciu udziałów w PZU. Na początku 2000 doszło do próby wrogiego przejęcia BIG Banku Gdańskiego przez Deutsche Bank, działający w porozumieniu z kierującymi wówczas spółkami z grupy PZU Władysławem Jamrożym i Grzegorzem Wieczerzakiem. Bogusław Kott miał zostać odwołany z funkcji prezesa, jednak utrzymał swoją posadę i bank przed przejęciem, wykorzystując swoje wpływy polityczne. W konsekwencji w BIG Bank Gdański zainwestował jeden z uczestników konsorcjum Eureko, portugalski Banco Comercial Portugues.
W latach 1999–2005 członek rady nadzorczej PZU S.A. 1 kwietnia 2005 zeznawał przed Komisją Śledczą do zbadania prawidłowości prywatyzacji Powszechnego Zakładu Ubezpieczeń Spółka Akcyjna.
24 października 2013 Bogusław Kott złożył rezygnację ze stanowiska prezesa zarządu Banku Millennium i tego samego dnia został powołany na przewodniczącego rady nadzorczej banku.
Bogusław Kott uchodzi za człowieka związanego z lewicą i politykami SLD. W radzie nadzorczej Banku Millennium zasiadał premier Marek Belka, a głównym ekonomistą był Mirosław Gronicki, późniejszy minister finansów w rządzie Marka Belki. Jednak wśród współpracowników Bogusława Kotta są również osoby związane z obozem solidarnościowym, m.in. adwokat Maciej Bednarkiewicz oraz były działacz Stronnictwa Konserwatywno-Ludowego Mirosław Styczeń.
Bogusław Kott uważany jest za jednego z najlepiej zarabiających Polaków sektora bankowego – jego wynagrodzenie w 2009 wyniosło 3,8 mln zł.

## Odznaczenia
1997 – Krzyż Oficerski Orderu Odrodzenia Polski